# Poimenski seznam brigad
Poimenski seznam brigad vsebuje brigade, ki imajo častna imena oz. je ime njihova edina oznaka.

## A
Atlantska brigada -

## B
Bazoviška brigada - Belokranjska brigada - Bračičeva brigada -

## C
Cankarjeva brigada -

## G
Golani - Goriška brigada - Gradnikova brigada - Gregorčičeva brigada - Gubčeva brigada -

## H
Hudičeva brigada - 

## K
Kosovelova brigada -

## L
Levstikova brigada - Ljubljanska brigada -

## M
MORiS - 

## P
Prešernova brigada -

## R
Rabska brigada -

## S
South-Eastern Europe Brigade -

## Š
Šercerjeva brigada - Šlanderjeva brigada -

## T
Tolminska brigada - Tomšičeva brigada -

## V
Vojkova brigada -

## Z
Zaščitna brigada (TO RS) - 
Zidanškova brigada -

## Ž
Železničarska brigada -